# پدرگربه
پدرگربه (نام علمی: Patriofelis) نام یک سرده از شاخه طنابداران است.